# Kilmekanism

Kilmekanism-princip (vertikalkil)

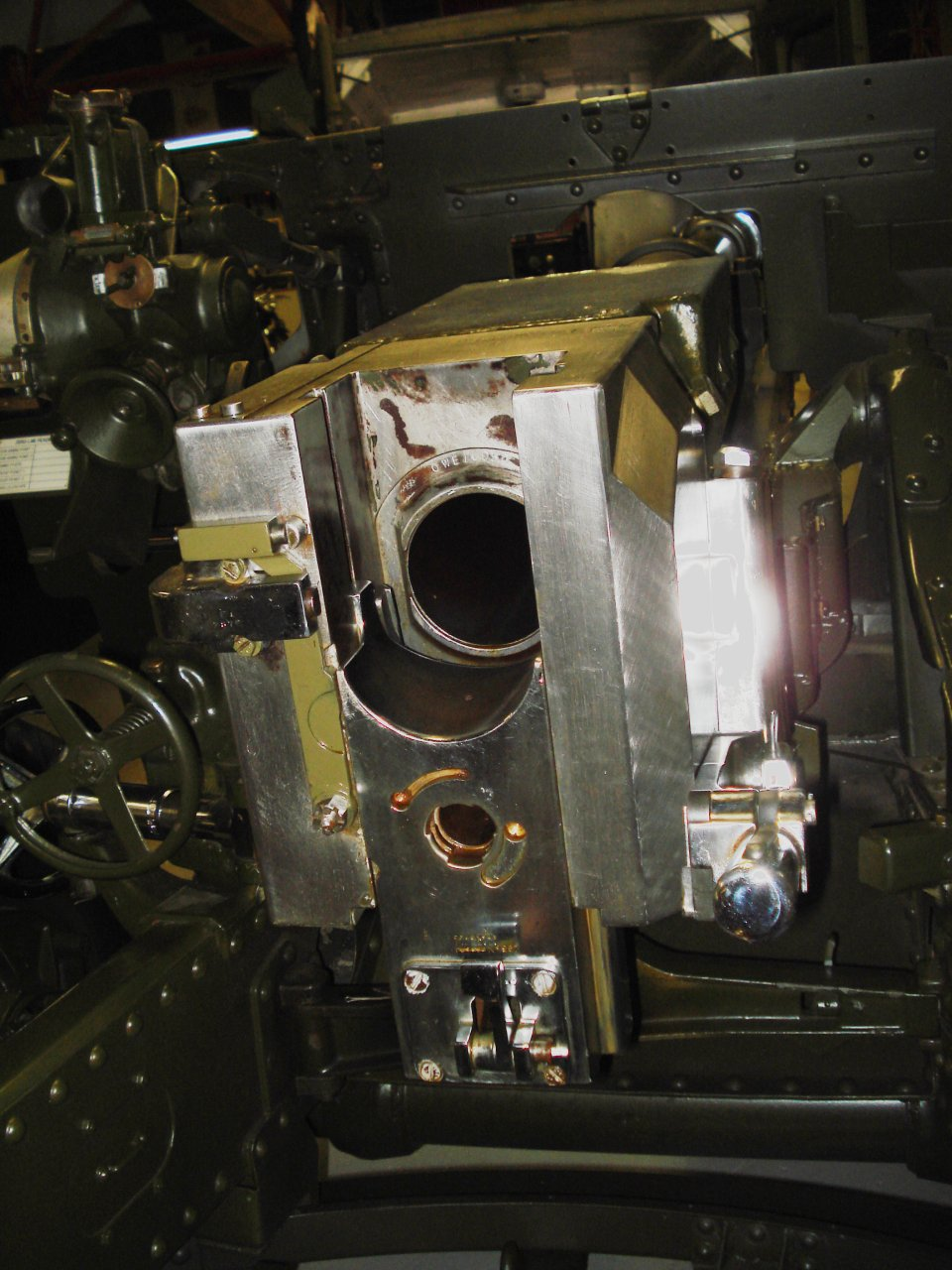
Kilmekanism på brittisk 25-pundskanon från andra världskriget. Kilen är i nedfört läge. Till vänster om patronläget kan man skymta den ena utkastaren.

Kilmekanism är en vanlig bakladdningsmekanism för grovkalibriga bakladdade eldvapen. Kilmekanismens viktigaste del är ett fyrkantigt metallblock (kilen) som kan glida i spår i pjäsens bakstycke, vinkelrätt mot eldrörets längdaxel. Konstruktionen gör det möjligt att få en hög eldhastighet, men den är inte gastät vilket gör att drivladdningen måste vara innesluten i en patronhylsa. 
När pjäsen skall laddas förs kilen åt sidan med hand- eller maskinkraft och en projektil och laddningshylsa eller en patron förs in. Hylsan slår emot utkastare som sitter på båda sidor om patronläget och detta frigör en spärr så att kilen stängs. Efter skottet öppnas kilmekanismen igen, oftast med hjälp av rekylkraften. Mekanismen är konstruerad så att kilen pressar utkastarna bakåt när den glider undan så att den tomma patronhylsan kastas ut. 
De första kanonerna med kilmekanism konstruerades under 1800-talet.

## Typer
- Vertikalkil
- Horisontalkil